# Carlotta Birch-Pfeiffer
Charlotte Birch-Pfeiffer, detta Carlotta (Stoccarda, 23 giugno 1800 – Berlino, 25 agosto 1868), è stata un'attrice teatrale e scrittrice tedesca nota per aver recitato soprattutto in tragedie; ha preso parte alle rappresentazioni di opere celebri come il Dorf und Stadt di Berthold Auerbach, il Der Glöckner von Notre Dame di Victor Hugo, il Die Grille di George Sand e il Nacht und Morgen di Edward Bulwer-Lytton..
Dal 1838 al 1844 diresse con molta abilità lo Stadttheater di Zurigo, ma i suoi successi li ottenne come autrice drammatica, perlopiù sceneggiando, con piglio spettacolare e un buon sentimentalismo, romanzi e novelle altrui.